# Carol Mitchell
Carol Mitchell (née c. 1957) est une ancienne femme politique de l'Ontario (Canada). Elle est députée libérale à l’Assemblée législative de l'Ontario de 2003 à 2011, représentant la circonscription de Huron—Bruce. Elle est ministre dans le gouvernement de Dalton McGuinty.

## Biographie
Mitchell est née dans la ville Clinton, en Ontario, dans le comté de Huron et fait ses études au Collège Fanshawe dans la ville de London, en Ontario. Elle est également une ancienne membre des Guides du Canada. Après avoir obtenu son diplôme, elle travaille et dirige des magasins vendant des vêtements pour enfants dans les villes de Clinton et Bayfield.

### Carrière politique
Elle est élue au conseil municipal de Clinton en 1993 et en devient la mairesse plus tard dans la décennie. Elle siège également au conseil du comté de Huron et est élue première mairesse de la municipalité fusionnée de Central Huron. Elle est élue mairesse du comté de Huron en 1999 ainsi qu'en 2000.
Lors des élections provinciales de 2003, elle se présente comme candidate libérale dans la circonscription de Huron—Bruce et bat la députée progressiste-conservatrice sortante Helen Johns, ministre, par environ 3 000 voix. Le 23 octobre 2003, elle est nommée adjointe parlementaire de Steve Peters, ministre de l'Agriculture et de l'Alimentation de l'Ontario. En mars 2006, Mitchell est nommée adjointe parlementaire de David Caplan, ministre du Renouvellement de l'infrastructure publique. Lors de sa réélection à l'automne 2007, Mitchell est nommée présidente du caucus du gouvernement et adjointe parlementaire au ministre des Affaires municipales et du Logement, avec une concentration sur les affaires municipales.
Le 18 janvier 2010, Mitchell est nommée ministre de l'Agriculture, de l'Alimentation et des Affaires rurales dans le cadre d'un remaniement ministériel par le premier ministre Dalton McGuinty.
Elle est battue par la candidate progressiste-conservatrice Lisa Thompson aux élections de 2011.